# Jeremy Larner
Pour les articles homonymes, voir Larner.
Jeremy Larner (né le 20 mars 1937 à Olean, dans l'État de New-York) est un écrivain, journaliste et scénariste américain.
Il a remporté l'Oscar du meilleur scénario original en 1973 pour le film Votez Mc Kay (The Candidate) de Michael Ritchie.

## Biographie
Jeremy Larner est diplômé de l'Université Brandeis en 1958, et il étudie à l'Université de Californie à Berkeley jusqu'en 1959.
Il est l'auteur de plusieurs nouvelles dont Drive, He Said (1964), adapté au cinéma en 1971 (Vas-y, fonce) et The Answer (1968). Il a écrit aussi The Addict in the Street (Les Drogués de la rue) (1965), et Nobody Knows (1970) à propos de la campagne de Eugene McCarthy, pour qui il a écrit des discours.

## Filmographie partielle
- 1971 : Vas-y, fonce (Drive, He Said) de Jack Nicholson
- 1972 : Votez Mc Kay (The Candidate) de Michael Ritchie